# وینسنت در بریکستون
وینسنت در بریکستون (انگلیسی: Vincent in Brixton) یک نمایشنامه سال ۲۰۰۲ اثر نیکولاس رایت است. این نمایشنامه نخستین بار در سال ۲۰۰۳ در تئاتر ملی سلطنتی در لندن اجرا شد، سپس به تئاتر پلی‌هاوس و بعداً به تئاتر برادوی منتقل شد.
این نمایشنامه بر زندگی هنرمند وینسنت ون گوگ زمانی که در سال ۱۸۷۳ در بریکستون، لندن بود تمرکز دارد. در این نمایشنامه که تا حد زیادی تخیلی است، او عاشق یک بیوه انگلیسی می‌شود. وینسنت در بریکستون در سال ۲۰۰۹ توسط اریجینال تئاتر کامپنی احیا شد.

## شخصیت‌ها
- اورسولا
- یوژنی
- آنا
- وینسنت
- سم

## جوایز و نامزدی‌ها
جوایز
- ۲۰۰۳، جایزه اولیویه لارنس برای بهترین تئاتر جدید

نامزدی‌ها
- ۲۰۰۳، جایزه تونی برای بهترین تئاتر

## برای مطالعهٔ بیشتر
- Spencer, Charles (3 May 2002). "Portrait of the artist as a troubled young man". The Telegraph. London. Retrieved 2008-09-26.
- Wright, Nicholas (2002). Vincent in Brixton (First ed.). London: Nick Hern Books. ISBN 1-85459-665-9.